# 大宮長興
大宮 長興（おおみや ながおき）は、室町時代後期の官人。左大史・大宮為緒の子。号は喜弥軒、後に文決軒。法号は寿官。官位は正四位上・治部卿。小槻氏系大宮官務家当主。長者殿と呼ばれた。

## 経歴
大宮為緒の子として誕生。初名は時繁。
永享4年（1431年）に太政官の史の筆頭である左大史に任命されたが、官務の地位は対立する壬生官務家が握り、上首である長興が任命されなかった。これに反発して、長興は室町幕府に直訴し、その結果文安2年（1445年）2月に小槻氏長者・官務に任ぜられる。だが、壬生家の壬生晨照（あさてる）がこれに強く反発し、11月には氏長者・官務の地位を奪い返される。以後、大宮長興と壬生晨照の対立は久しく続くことになる。長興は近衛家・一条家に家司として仕え、室町幕府との関係を維持することで壬生家に対抗しようとしている。
その後、宝徳元年（1449年）に官務が壬生晨照から大宮長興に移り、寛正6年（1465年）には再び大宮長興から壬生晨照に移った。その間の康正2年（1456年）には長興は正四位上に叙されている。
しかし、応仁の乱によって、土御門大宮にあった大宮家の官文庫が焼失し、長興が宇治平等院に疎開させていた古文書なども軍兵によって紛失させられた。官務の職掌は朝廷の儀式・公事の遂行とそのために必要な先例の調査が主であり、先例の出典と言える官文庫・古文書の喪失は大宮家にとっては致命的な打撃であった。
文明10年（1478年）長興は治部卿に任じられ、小槻氏で初めて八省卿となった。文明18年（1486年）に出家して寿官と名乗り、号も文決軒と改めて、養子・時元を補佐した。だが、応仁の乱後も辛うじて自己の官文庫を維持した壬生官務家との格差は広がる一方であった。86歳で死去した。
有職故実に詳しく、日記『長興宿禰記』が今日まで伝わっているが、多くの文物は応仁の乱で失われた。長興の死後、大宮官務家は急激に衰退し、52年後に姿を消すことになる。

## 官歴
『歴名土代』による。
- 康正2年（1456年） 正月5日：正四位上

## 系譜
- 父：大宮為緒
- 母：不詳
- 妻：不詳
  - 男子：大宮寔包
  - 養子：大宮時元 - 実は出雲国人佐波元連の子